# 优昙婆逻狮子吼经
《优昙婆逻狮子吼经》，南传上座部佛教《巴利文大藏经》中的长部第二十五部经。
佛陀在王舍城灵鹫山时，居士散陀那访问优昙婆罗园林时，游方僧尼俱陀讽刺佛陀喜欢离群独处，并未具备智慧。随后佛陀来到须摩揭陀池边，向尼俱陀讲述各种污秽苦行的害处，教导他应当修行纯洁的苦行：受戒、断五盖，获天眼通，最终达到正见。尼俱陀听完佛陀说法后，惭愧不已。
该佛经在北传佛教的《大正新修大藏经》对应经典为《長阿含經·散陀那經》（第1部第47卷）、《中阿含經·優曇婆邏經》（第1部第591卷）、《尼拘陀梵志經》（第1部第222卷）。